# Ammophila sarekandana
Ammophila sarekandana är en biart som beskrevs av Vladimir Balthasar 1957. Ammophila sarekandana ingår i släktet Ammophila och familjen grävsteklar. Inga underarter finns listade i Catalogue of Life.